# Centrul istoric din Copșa Mare
Centrul istoric din Copșa Mare este un ansamblu de monumente istorice aflat pe teritoriul satului Copșa Mare, comuna Biertan.